# 914-es busz (Eger)
Az egri 914-es jelzésű éjszakai autóbusz Lajosváros és Berva között közlekedik. A viszonylatot a Volánbusz üzemelteti.

## Története
2022. január 1-jén a város buszhálózata jelentősen átalakult, ennek keretében éjszakai járat is indult.

## Útvonala
| Berva felé | Lajosváros felé |
| --- | --- |
| Lajosváros vá. – Mátyás király út – Sas utca – Kertész utca – Maklári út – Almagyar utca – Kossuth Lajos utca – Eszterházy tér – Törvényház utca – Barkóczy utca – Csiky Sándor utca – Széchenyi István utca – Ráckapu tér – Malom utca – Malomárok utca – Olasz utca – II. Rákóczi Ferenc utca – Egri utca – Kovács Jakab utca – Felvégi utca – Pásztorvölgy utca – Béke utca – József Attila utca – Alvégi utca – Kovács Jakab utca – Egri utca – Tárkányi út – Bervai út – Berva vá. | Berva vá. – Bervai út – Tárkányi út – Egri utca – Kovács Jakab utca – Felvégi utca – Pásztorvölgy utca – Béke utca – József Attila utca – Alvégi utca – Kovács Jakab utca – Egri utca – II. Rákóczi Ferenc utca – Cifrakapu utca – Cifrakapu utca – Olasz utca – Malomárok utca – Malom utca – Ráckapu tér – Széchenyi István utca – Csiky Sándor utca – Barkóczy utca – Törvényház utca – Eszterházy tér – Kossuth Lajos utca – Egészségház utca – Klapka György utca – Kertész utca – Sas utca – Mátyás király út – Lajosváros vá. |

## Megállóhelyei
| 0  | Lajosváros végállomás            | 50 |
| ∫  | Mátyás király út                 | 48 |
| ∫  | Veres Péter út                   | 47 |
| 1  | Tompa utca                       | 46 |
| 3  | Aradi út                         | 45 |
| 4  | Nagyváradi út                    | 44 |
| 5  | Galagonyás utca                  | 43 |
| ∫  | Széna tér                        | 42 |
| 6  | Sas út                           | 40 |
| 9  | Tihaméri malom                   | 39 |
| 10 | Homok utca                       | 37 |
| 13 | Hadnagy utca                     | 36 |
| 15 | Szarvas tér                      | ∫  |
| ∫  | Uszoda                           | 34 |
| ∫  | Egészségház út                   | 33 |
| 17 | Egyetem                          | 31 |
| ∫  | Bazilika                         | 30 |
| 19 | Autóbusz-állomás                 | 29 |
| 21 | Dobó Gimnázium                   | 27 |
| 23 | Tűzoltó tér                      | 25 |
| 24 | Malom út                         | 23 |
| 26 | Hőközpont                        | 22 |
| 28 | Shell kút                        | ∫  |
| ∫  | Tiba utca                        | 20 |
| ∫  | Felsőváros                       | 18 |
| 30 | Nagylapos                        | 16 |
| 31 | Felnémet, Egri út                | 15 |
| 32 | Felnémet, felsőtárkányi elágazás | 14 |
| 33 | Alvégi utca                      | ∫  |
| 34 | Felnémet, Kovácsi Jakab út       | ∫  |
| 35 | Felnémet, Felvégi út             | ∫  |
| 36 | Felnémet, Pásztorvölgy lakótelep | ∫  |
| 37 | Felnémet, Béke út                | ∫  |
| 38 | Felnémet, József Attila utca     | 13 |
| ∫  | Felnémet, Pásztorvölgy lakótelep | 12 |
| ∫  | Felnémet, Béke út                | 11 |
| ∫  | Felnémet, Felvégi út             | 10 |
| ∫  | Felnémet, Kovácsi Jakab út       | 9  |
| ∫  | Alvégi utca                      | 8  |
| 40 | Felnémet, Tárkányi út            | 6  |
| 41 | Felnémet, Sánc út                | 5  |
| 43 | Bervai út                        | 3  |
| 45 | Felnémet, kőbánya bejáró út      | 2  |
| 47 | Berva végállomás                 | 0  |